# Sierra Colorada
Sierra Colorada è la capitale del dipartimento Nueve de Julio, nella provincia di Río Negro, Argentina. Si trova a 224 km dalla RN 23 Perito Moreno. Dista 450 km dalla capitale provinciale, Viedma.

## Geografia fisica

### Territorio
La località si trova nel centro geografico della provincia, lungo la strada nazionale 23, a 400 km da Viedma (capitale della provincia) ed a 400 km da San Carlos de Bariloche. È circondata da colline rocciose su due delle quali è stata impiantata una croce ed il monumento ai caduti in guerra.

### Clima
Il clima è arido, con invierni molto freddi (le temperature arrivano anche a -10 °C) ed estati molto calde, con temperature che possono superare i 35 °C. Le precipitazioni sono scarse (150 mm all'anno) ed i venti dominanti spirano da ovest.

## Economia
L'attività economica principale è l'allevamento ovino e, in minore proporzione, l'estrazione e lavorazione del porfido. La maggior parte della popolazione è impiegata nel pubblico impiego.

## Santa Patrona
- Santa Teresita, festeggiata il 3 ottobre.